# 藤原顕実
藤原 顕実（ふじわら の あきざね、旧字体：藤󠄁原 顯實）は、平安時代中期から後期にかけての公卿。藤原北家小野宮流、権中納言・藤原資仲の長男。官位は従三位・参議。

## 経歴
康平4年（1061年）従五位下に叙爵。治暦5年（1069年）に三河権守に任ぜられ、延久2年（1070年）兵部少輔に遷った。延久3年（1071年）に左兵衛佐に任官。
延久4年（1072年）従五位上・右兵衛佐に叙任され、延久6年12月（1075年1月）左近衛少将に任ぜられる。承保2年（1075年）には備前権介を兼ね、右近衛少将に転じる。承保4年（1077年）に正五位下、続けて従四位下に叙せられ、承暦4年（1080年）に美作権守を兼ねた。永保2年（1082年）従四位上に進み、応徳2年（1085年）備前権介を兼任する。応徳4年（1087年）3月の石清水臨時祭では舞人に奉仕した。
寛治3年（1089年）3月、太政大臣・藤原師実が二度目の上表を行った際には、勅答使となる。寛治4年（1090年）太皇太后亮に任ぜられて章子内親王に近侍。周防権介を兼ねる。寛治8年（1094年）に右近衛少将に転任し、嘉保2年（1095年）正四位下・備後介に叙任された。
康和2年（1100年）美作介を経て、康和4年（1102年）堀河天皇の蔵人頭に補任される。これに際して藤原宗忠は、既に顕実は54歳という高齢であるが、名家・小野宮家の末流であり、同じ小野宮流の人々の中でも「三代殿上之侍臣」として、夙夜奉公することを怠らなかったため、顕実がこれに補任されることは道理であると評している。同年11月27日、邸宅が焼亡した。
康和6年（1104年）丹波権介を兼ね、東宮昇殿を聴された。続いて、長治3年（1106年）参議に任ぜられて58歳にして公卿に列し、昇殿を聴される。さらに嘉承2年（1107年）に美作権守を兼任する。同年2月には祈年穀奉幣の奉幣使、4月には梅宮祭の上卿も務めた。
天仁元年（1108年）に従三位・丹波権守に叙任されるが、天永元年（1110年）閏7月13日に薨去。享年62。
祖父・資平は32歳にして参議となり、大納言まで昇った。また、父・資仲は48歳で参議となり権中納言にまで至ったが、顕実は参議任官時既に58歳であり極官は従三位・参議であった。子である資信は参議任官時68歳であったが長命を保って中納言に至る。しかし、結果的に資信が小野宮流出身の最後の公卿となり、同流は没落していった。

## 官歴
※以下、註釈の無いものは『公卿補任』の記載に従う。
- 康平4年（1061年）正月6日：従五位下に叙す（氏）。
- 治暦5年（1069年）4月6日：三河権守に任ず。
- 延久2年（1070年）正月29日：兵部少輔に任ず。
- 延久3年（1071年）11月18日：左兵衛佐に任ず。
- 延久4年（1072年）
  - 7月24日：右兵衛佐に転ず。
  - 12月：従五位上に叙す（大嘗會。殿上）。
- 延久6年12月26日（1075年1月15日）：左近衛少将に任ず。
- 承保2年（1075年）
  - 正月28日：備前権介を兼ぬ（少将労）。
  - 12月15日（1076年1月23日）：右近衛少将に遷る。介如元。
- 承保4年（1077年）
  - 正月6日：正五位下に叙す（少将労）。
  - 正月11日：従四位下に叙す（行幸陽明門院賞）。
- 承暦4年（1080年）2月28日：美作権介を兼ぬ（少将労）。
- 永保2年（1082年）正月5日：従四位上に叙す（臨時）。
- 応徳2年（1085年）2月15日：備前権介を兼ぬ（少将労）。
- 応徳4年（1087年）3月18日：石清水臨時祭の舞人を務む[2]。
- 寛治3年（1089年）4月11日：太政大臣師実の上表に際して勅答使を務む[3]。
- 寛治4年（1090年）正月28日：太皇太后宮亮・周防権介を兼ぬ（少将労）。
- 寛治8年（1094年）3月28日：右近衛中将に転ず。兼官如元。
- 嘉保2年（1095年）
  - 正月7日：正四位下に叙す（臨時）。
  - 正月28日：備後介を兼ぬ（少将労）。
  - 2月15日：祈年穀奉幣にて奉幣使に任ず[4]。
  - 4月5日：梅宮祭にて上卿に任ず[5]。
- 永長元年12月26日（1097年1月12日）：中宮職事に補す。
- 康和2年（1100年）正月28日：美作介を兼ぬ（中将労）。
- 康和4年（1102年）6月23日：蔵人頭に補す。
- 康和6年（1104年）
  - 正月27日：丹波権介を兼ぬ（亮労）。
  - 2月6日：東宮昇殿を聴す[6]。
- 長治2年（1105年）12月：太皇太后宮亮を辞す。
- 長治3年（1106年）/嘉承元年
  - 3月11日：参議に任ず。
  - 5月13日：昇殿を聴す[7]。
- 嘉承]年（1107年）正月：美作権守を兼ぬ。
- 天仁元年（1108年）
  - 11月10日：丹波権守に遷る。
  - 11月20日：従三位に叙す（大嘗會国司）。
- 天永元年（1110年）閏7月13日：薨ず。享年62。

## 系譜
- 父：藤原資仲
- 母：源経頼の娘
- 妻：藤原師仲の娘
  - 男子：藤原資信（1082-1158）
- 生母不明の子女
  - 男子：藤原実重
  - 男子：相実（1081-1165）
  - 男子：実範（?-1144）
  - 男子：浄顕
  - 男子：静慶